# Newcastle Brown Ale
Newcastle Brown Ale (NBA) är ett öl av typen Brown Ale som skapades 1927 av dåvarande Newcastle Breweries.

## Historia
Newcastle Brown Ale skapades ursprungligen av överste James (Jim) Herbert Porter (född 1892 i Burton upon Trent), en tredje generationens bryggare. Överste Porter hade tjänstgjort i Staffordshire Regiment i första världskriget innan han flyttade till Newcastle. Han arbetade med receptet för Newcastle Brown Ale under tre år för att slutligen hitta den speciella smak som blev Newcastle Brown Ale. När ölet lanserades 1928 vann det omedelbart priser vid det prestigefyllda International Brewery Awards. Dessa guldmedaljer pryder fortfarande logotypen. Trettio år senare blev överste Jim Porter vd för Newcastle Breweries, Ltd, och utnämndes till CBE. Han dog i Newcastle 1973. Idag ägs Newcastle Brown Ale av Heineken.

## Smeknamn
Newcastle Brown Ale har många smeknamn. Många som bor i nordöstra England kallar Newcastle Brown Ale för "Dog", beroende på att de ibland säger "att de går ut med hunden", när de egentligen smiter ut och tar en öl. Ölet kallas även "Brown" eller "Broon" i nordöstra England och "Newkie Brown" i södra England.

## Smak och karaktär
En engelsk brown ale är en mörkbrun till ljusbrun ale. Man brukar skilja på sydlig och nordlig ale. De sydliga tenderar att vara mörkare, sötare och mer karamellaktiga än de nordliga som brukar vara torrare med mer humlebeska och nötighet. Skillnaderna har historiskt berott främst på olika vattenkvaliteter i de olika regionerna.. Enligt Systembolaget har Newcastle Brown Ale karaktären "fruktig, knäckig smak med medelstor beska, ton av humle och smörkola".

## Kopplingen till nordöstra England
Liksom många brittiska bryggerier, är Newcastle Brown Ale starkt förknippad med dess lokala område, i detta fall den Nordöstra England. Namnet avslöjar en del av ursprunget, sponsring av fotbollslaget Newcastle United. Den blå stjärnan som finns i logotypen introducerades på Newcastle Brown Ale-flaskan samma år som Newcastle Brown Ale lanserades 1928. De fem uddarna i stjärnan representerar de fem ursprungliga bryggerierna i Newcastle. Floden Tyne illustreras på etiketten i form av den blå färgen i stjärnan. På etiketten syns även den karakteristiska Tyne Bridge, Newcastle

## Specialutgåvor
År 2005 tillverkades de sista 3 000 flaskorna i Tyne-bryggeriet i Newcastle och Newcastle Brown Ale fick då speciella etiketter, "121 år av bryggerihistoria, de sista flaskorna vid Tyne Brewery april 2005." Dessa flaskor gavs till bryggeriets personal.
År 2006 gjordes en specialutgåva om 2,5 miljoner flaskor för att hedra anfallaren Alan Shearers karriär i  Newcastle United, som nyligen slagit klubbens poängrekord och var på väg att sluta med fotboll. Bryggeriet producerade specialutgåvor med Newcastle Uniteds svarta och vita ränder och Shearers porträtt och överskottet donerades till Shearers välgörenhetsfond.

### Övriga utgåvor
- Newcastle Exhibition är ett pastöriserat fatöl (4,3 %) som är vanligt förekommande i Newcastle-området.
- Newcastle Amber Ale var ett öl som fanns fram till 1980-talet. Det var en svagare version av Newcastle Exhibition.
- År 2010 lanserade Heineken USA Newcastle Summer Ale på flaska.
- Under 2011 lanserade Heineken USA Newcastle Werewolf (Höst-ALE) och Winter IPA.
- Under 2012 lanserade Heineken USA Extra Special Bitter som årets nyhet.